# Segunda División B 2015-2016
La Segunda División B 2015-2016 è stata la trentanovesima edizione del campionato di calcio spagnolo di terza divisione ad avere questa denominazione. Il campionato vede la partecipazione di 80 squadre raggruppate in quattro gironi: tre (i gruppi II, III e IV) di venti e uno di diciannove, raggruppate prevalentemente secondo un criterio geografico.
Le prime quattro di ogni gruppo sono ammesse ai play-off, suddivisi in due fasi, per la promozione in Segunda División, mentre solo le vincitrici dei gironi possono contendersi il titolo di Campione di Segunda División B. Le ultime quattro di ogni gruppo (tre nel primo girone), invece, retrocedono in Tercera División. Sono previsti anche i play-out per le sedicesime che si affrontano in due semifinali. Le vincenti si salvano, mentre le sconfitte vengono relegate nel quarto livello del calcio spagnolo.

## Gruppo 1

### Squadre
| Squadra           | Città                  | Stadio                         |
| ----------------- | ---------------------- | ------------------------------ |
| Arandina          | Aranda de Duero        | El Montecillo                  |
| Astorga           | Astorga                | La Eragudina                   |
| Burgos            | Burgos                 | El Plantío                     |
| Cacereño          | Cáceres                | Stadio Príncipe Felipe         |
| Celta Vigo B      | Vigo                   | Barreiro                       |
| Compostela        | Santiago di Compostela | San Lázaro                     |
| Coruxo            | Vigo                   | O Vao                          |
| Guijuelo          | Guijuelo               | Municipal de Guijuelo          |
| Izarra            | Estella                | Estadio Merkatondoa            |
| Lealtad           | Villaviciosa           | Les Caleyes                    |
| Leonesa           | León                   | Stadio Municipal Reino de León |
| Peña Sport        | Tafalla                | Estadio de San Francisco       |
| Pontevedra        | Pontevedra             | Estadio Municipal de Pasarón   |
| Racing Ferrol     | Ferrol                 | la Malata                      |
| Racing Santander  | Santander              | El Sardinero                   |
| Somozas           | As Somozas             | Pardiñas                       |
| Sporting Gijón B  | Gijón                  | Mareo                          |
| Tudelano          | Tudela                 | Estadio Ciudad de Tudela       |
| UD Logroñés       | Logroño                | Estadio Las Gaunas             |
| Real Valladolid B | Valladolid             | Anexos José Zorrilla           |

### Classifica
|  | Pos. | Squadra           | Pt | G  | V  | N  | P  | GF | GS | DR  |
|  | ---- | ----------------- | -- | -- | -- | -- | -- | -- | -- | --- |
|  | 1.   | Racing Santander  | 74 | 38 | 21 | 11 | 6  | 56 | 28 | +28 |
|  | 2.   | Racing Ferrol     | 73 | 38 | 21 | 10 | 7  | 60 | 28 | +32 |
|  | 3.   | Tudelano          | 72 | 38 | 20 | 12 | 6  | 48 | 23 | +25 |
|  | 4.   | UD Logroñés       | 66 | 38 | 18 | 12 | 8  | 50 | 28 | +22 |
|  | 5.   | Burgos            | 58 | 38 | 15 | 13 | 10 | 47 | 39 | +8  |
|  | 6.   | Guijuelo          | 57 | 38 | 17 | 6  | 15 | 35 | 35 | 0   |
|  | 7.   | Leonesa           | 56 | 38 | 14 | 14 | 10 | 39 | 32 | +7  |
|  | 8.   | Somozas           | 55 | 38 | 15 | 10 | 13 | 41 | 38 | +3  |
|  | 9.   | Pontevedra        | 54 | 38 | 14 | 12 | 12 | 38 | 37 | +1  |
|  | 10.  | Lealtad           | 50 | 38 | 14 | 8  | 16 | 50 | 44 | +6  |
|  | 11.  | Celta Vigo B      | 50 | 38 | 14 | 8  | 16 | 47 | 55 | –8  |
|  | 12.  | Izarra            | 50 | 38 | 13 | 11 | 14 | 35 | 37 | –2  |
|  | 13.  | Real Valladolid B | 48 | 38 | 13 | 9  | 16 | 42 | 49 | -7  |
|  | 14.  | Coruxo            | 46 | 38 | 13 | 7  | 18 | 49 | 51 | –2  |
|  | 15.  | Arandina          | 45 | 38 | 12 | 9  | 17 | 43 | 61 | –18 |
|  | 16.  | Cacereño          | 43 | 38 | 11 | 10 | 17 | 33 | 45 | –12 |
|  | 17.  | Sporting Gijón B  | 42 | 38 | 12 | 6  | 20 | 34 | 52 | –18 |
|  | 18.  | Astorga           | 40 | 38 | 10 | 10 | 18 | 44 | 55 | –11 |
|  | 19.  | Compostela        | 38 | 38 | 9  | 11 | 18 | 29 | 42 | –13 |
|  | 20.  | Peña Sport        | 26 | 38 | 7  | 5  | 26 | 29 | 70 | –41 |

Legenda:

      Qualificate ai play-off promozione
      Qualificata alla Coppa del Re 2016-2017
      Qualificate ai play-out
      Retrocesse in Tercera División 2016-2017
Note:

Tre punti a vittoria, uno a pareggio, zero a sconfitta.
In caso di arrivo di due squadre a pari punti, la graduatoria verrà stilata in base all'ordine dei seguenti criteri:
- Differenza reti negli scontri diretti
- Differenza reti generale
- Reti realizzate in generale

In caso di arrivo di tre o più squadre a pari punti, la graduatoria verrà stilata in base all'ordine dei seguenti criteri:
- Punti negli scontri diretti (classifica avulsa)
- Differenza reti negli scontri diretti
- Differenza reti generale
- Reti realizzate in generale
- Classifica fair-play stilata a inizio stagione

Nel caso un criterio escluda solamente alcune delle squadre, senza quindi determinare l'ordine completo, tali squadre vengono escluse dal criterio successivo, rimanendo così senza possibilità di posizionarsi meglio.

#### Verdetti
- Racing Santander qualificata ai play-off campioni.
- Racing Ferrol, Tudelano e UD Logroñes qualificate ai play-off delle piazzate.
- Burgos, Guijuelo e Leonesa qualificate alla Coppa del Re 2016-2017.
- Cacereño qualificata ai play-out.
- Sporting Gijon B, Astorga, Compostela e Peña Sport retrocesse in Tercera División 2016-2017.

### Classifica cannonieri
Aggiornata al 15 maggio 2016.
| Gol | Rigori |  | Giocatore      | Squadra          |
| --- | ------ |  | -------------- | ---------------- |
| 20  |        |  | Joselu Gómez   | Racing Ferrol    |
| 18  |        |  | Pere Milla     | UD Logroñés      |
| 16  |        |  | David Bandera  | Atlético Astorga |
| 13  |        |  | Dioni Villalba | Racing Santander |
| 12  |        |  | Isaac Aketxe   | Leonesa          |

## Gruppo 2

### Squadre
| Squadra              | Città                  | Stadio                        |
| -------------------- | ---------------------- | ----------------------------- |
| Amorebieta           | Amorebieta-Etxano      | Campo Municipal de Urritxe    |
| Arenas CD            | Getxo                  | Campo Municipal de Gobela     |
| Barakaldo            | Barakaldo              | Lasesarre                     |
| Ebro                 | Saragozza              | El Carmen                     |
| Gernika              | Gernika                | Urbieta                       |
| Fuenlabrada          | Fuenlabrada            | Fernando Torres               |
| Getafe B             | Getafe                 | Ciudad Deportiva              |
| Guadalajara          | Guadalajara            | Stadio Pedro Escartín         |
| La Roda              | La Roda                | Estadio Municipal de Deportes |
| Leioa                | Leioa                  | Estadio Sarriena              |
| Mensajero            | Santa Cruz de la Palma | Silvestre Carrillo            |
| Portugalete          | Portugalete            | Estadio La Florida            |
| Rayo Majadahonda     | Majadahonda            | Estadio Cerro del Espino      |
| Real M. Castilla     | Madrid                 | Stadio Alfredo Di Stéfano     |
| Real Sociedad B      | San Sebastián          | Campo Z-7 di Zubieta          |
| Real Unión           | Irun                   | Stadium Gal                   |
| Sestao River         | Sestao                 | Las Llanas                    |
| Socuéllamos          | Socuéllamos            | Estadio Paquito Jiménez       |
| Talavera de la Reina | Talavera de la Reina   | Estadio El Prado              |
| Toledo               | Toledo                 | Salto del Caballo             |

### Classifica
|  | Pos. | Squadra              | Pt | G  | V  | N  | P  | GF | GS | DR  |
|  | ---- | -------------------- | -- | -- | -- | -- | -- | -- | -- | --- |
|  | 1.   | Real M. Castilla     | 80 | 38 | 24 | 8  | 6  | 72 | 40 | +32 |
|  | 2.   | Barakaldo            | 80 | 38 | 24 | 8  | 6  | 52 | 24 | +28 |
|  | 3.   | Socuéllamos          | 64 | 38 | 19 | 7  | 12 | 51 | 43 | +8  |
|  | 4.   | Toledo               | 63 | 38 | 18 | 9  | 11 | 49 | 33 | +16 |
|  | 5.   | Real Unión           | 60 | 38 | 17 | 9  | 12 | 59 | 37 | +22 |
|  | 6.   | Sestao River         | 60 | 38 | 15 | 15 | 8  | 38 | 29 | +9  |
|  | 7.   | Real Sociedad B      | 60 | 38 | 16 | 12 | 10 | 58 | 44 | +14 |
|  | 8.   | Arenas CD            | 57 | 38 | 15 | 12 | 11 | 50 | 43 | +7  |
|  | 9.   | Amorebieta           | 56 | 38 | 15 | 11 | 12 | 50 | 43 | +7  |
|  | 10.  | Ebro                 | 53 | 38 | 13 | 14 | 11 | 43 | 37 | +6  |
|  | 11.  | Fuenlabrada          | 49 | 38 | 12 | 13 | 13 | 40 | 40 | 0   |
|  | 12.  | Gernika              | 45 | 38 | 10 | 15 | 13 | 41 | 49 | -8  |
|  | 13.  | Mensajero            | 44 | 38 | 12 | 8  | 18 | 37 | 47 | –10 |
|  | 14.  | Rayo Majadahonda     | 43 | 38 | 11 | 10 | 17 | 42 | 50 | –8  |
|  | 15.  | La Roda              | 43 | 38 | 12 | 7  | 19 | 40 | 52 | –12 |
|  | 16.  | Leioa                | 41 | 38 | 11 | 8  | 19 | 37 | 59 | –22 |
|  | 17.  | Guadalajara          | 40 | 38 | 10 | 10 | 18 | 40 | 56 | –16 |
|  | 18.  | Talavera de la Reina | 37 | 38 | 9  | 10 | 19 | 42 | 59 | –17 |
|  | 19.  | Portugalete          | 32 | 38 | 6  | 14 | 18 | 29 | 48 | –19 |
|  | 20.  | Getafe B             | 32 | 38 | 10 | 2  | 26 | 43 | 80 | –37 |

Legenda:

      Qualificate ai play-off promozione
      Qualificata alla Coppa del Re 2016-2017
      Qualificate ai play-out
      Retrocesse in Tercera División 2016-2017
Note:

Tre punti a vittoria, uno a pareggio, zero a sconfitta.
In caso di arrivo di due squadre a pari punti, la graduatoria verrà stilata in base all'ordine dei seguenti criteri:
- Differenza reti negli scontri diretti
- Differenza reti generale
- Reti realizzate in generale

In caso di arrivo di tre o più squadre a pari punti, la graduatoria verrà stilata in base all'ordine dei seguenti criteri:
- Punti negli scontri diretti (classifica avulsa)
- Differenza reti negli scontri diretti
- Differenza reti generale
- Reti realizzate in generale
- Classifica fair-play stilata a inizio stagione

Nel caso un criterio escluda solamente alcune delle squadre, senza quindi determinare l'ordine completo, tali squadre vengono escluse dal criterio successivo, rimanendo così senza possibilità di posizionarsi meglio.

#### Verdetti
- Real Madrid Castilla qualificata ai play-off campioni.
- Barakaldo, Socuéllamos e Toledo qualificate ai play-off delle piazzate.
- Real Unión, Sestao River, Arenas e Amoreieta qualificate alla Coppa del Re 2016-2017.
- Leioa qualificata ai play-out.
- Guadalajara, Talavera de la Reina, Portugalete e Getafe B retrocesse in Tercera División 2016-2017.

### Classifica cannonieri
Aggiornata al 17 maggio 2016.
| Gol | Rigori |  | Giocatore         | Squadra              |
| --- | ------ |  | ----------------- | -------------------- |
| 25  |        |  | Mariano Diaz      | Real Madrid Castilla |
| 18  |        |  | Christian Perales | Talavera de la Reina |
| 15  |        |  | Borja Mayoral     | Real Madrid Castilla |
| 15  |        |  | Eduardo Ubis      | Amorebieta           |
| 14  |        |  | Javi Gómez        | Socuéllamos          |

## Gruppo 3

### Squadre
| Squadra           | Città                     | Stadio                       |
| ----------------- | ------------------------- | ---------------------------- |
| Alcoyano          | Alcoy                     | El Collao                    |
| Atlético Baleares | Palma di Maiorca          | Balear                       |
| Atlético Levante  | Valencia                  | Ciudad Deportiva             |
| Badalona          | Badalona                  | Camp del Centenari           |
| Barcellona B      | Barcellona                | Johan Cruyff Stadium         |
| Cornellà          | Cornellà                  | Nou Camp                     |
| Eldense           | Elda                      | Nuevo Pepico Amat            |
| Espanyol B        | Barcellona                | Ciutat Esportiva Dani Jarque |
| Hércules          | Alicante                  | Stadio José Rico Pérez       |
| Huracán Valencia  | Valencia                  | Municipal de Manises         |
| L'Hospitalet      | L'Hospitalet de Llobregat | La Feixa Llarga              |
| Lleida            | Lleida                    | Camp d'Esports               |
| Llosetense        | Lloseta                   | Municipal                    |
| Olímpic Xàtiva    | Xàtiva                    | La Murta                     |
| Olot              | Olot                      | Municipal d'Olot             |
| Pobla de Mafumet  | La Pobla de Mafumet       | Municipal                    |
| Reus              | Reus                      | Camp Nou Municipal           |
| Sabadell          | Sabadell                  | Estadi de la Nova Creu Alta  |
| Valencia Mestalla | Valencia                  | Ciudad Deportiva             |
| Villarreal B      | Vila-real                 | Ciudad Deportiva             |

### Classifica
|  | Pos. | Squadra           | Pt | G  | V  | N  | P  | GF | GS | DR  |
|  | ---- | ----------------- | -- | -- | -- | -- | -- | -- | -- | --- |
|  | 1.   | Reus              | 73 | 38 | 21 | 10 | 7  | 51 | 30 | +21 |
|  | 2.   | Villarreal B      | 71 | 38 | 20 | 11 | 7  | 62 | 32 | +30 |
|  | 3.   | Hércules          | 71 | 38 | 19 | 14 | 5  | 51 | 28 | +23 |
|  | 4.   | Lleida            | 67 | 38 | 18 | 13 | 7  | 49 | 22 | +27 |
|  | 5.   | Cornellà          | 63 | 38 | 18 | 9  | 11 | 46 | 36 | +10 |
|  | 6.   | Alcoyano          | 61 | 38 | 17 | 10 | 11 | 47 | 34 | +13 |
|  | 7.   | Sabadell          | 55 | 38 | 15 | 10 | 13 | 49 | 40 | +9  |
|  | 8.   | Valencia Mestalla | 53 | 38 | 15 | 8  | 15 | 45 | 39 | +6  |
|  | 9.   | Atlético Baleares | 53 | 38 | 14 | 11 | 13 | 48 | 47 | +1  |
|  | 10.  | Eldense           | 51 | 38 | 14 | 9  | 15 | 48 | 63 | -15 |
|  | 11.  | Barcellona B      | 51 | 38 | 14 | 9  | 15 | 40 | 40 | 0   |
|  | 12.  | Espanyol B        | 48 | 38 | 12 | 12 | 14 | 50 | 45 | +5  |
|  | 13.  | Badalona          | 46 | 38 | 10 | 16 | 12 | 32 | 39 | –7  |
|  | 14.  | Atlético Levante  | 45 | 38 | 11 | 12 | 15 | 38 | 48 | -10 |
|  | 15.  | L'Hospitalet      | 43 | 38 | 11 | 10 | 17 | 31 | 49 | –18 |
|  | 16.  | Olímpic Xàtiva    | 42 | 38 | 11 | 9  | 18 | 29 | 46 | –17 |
|  | 17.  | Pobla de Mafumet  | 38 | 38 | 7  | 17 | 14 | 34 | 47 | –13 |
|  | 18.  | Olot              | 37 | 38 | 7  | 16 | 15 | 37 | 53 | –16 |
|  | 19.  | Llosetense        | 35 | 38 | 9  | 8  | 21 | 26 | 54 | –28 |
|  | 20.  | Huracán Valencia* | 0  | 38 | 5  | 10 | 23 | 17 | 38 | –21 |

Legenda:

      Qualificate ai play-off promozione
      Qualificata alla Coppa del Re 2016-2017
      Qualificate ai play-out
      Retrocesse in Tercera División 2016-2017
Note:

Tre punti a vittoria, uno a pareggio, zero a sconfitta.
In caso di arrivo di due squadre a pari punti, la graduatoria verrà stilata in base all'ordine dei seguenti criteri:
- Differenza reti negli scontri diretti
- Differenza reti generale
- Reti realizzate in generale

In caso di arrivo di tre o più squadre a pari punti, la graduatoria verrà stilata in base all'ordine dei seguenti criteri:
- Punti negli scontri diretti (classifica avulsa)
- Differenza reti negli scontri diretti
- Differenza reti generale
- Reti realizzate in generale
- Classifica fair-play stilata a inizio stagione

Nel caso un criterio escluda solamente alcune delle squadre, senza quindi determinare l'ordine completo, tali squadre vengono escluse dal criterio successivo, rimanendo così senza possibilità di posizionarsi meglio.

#### Verdetti
- Reus qualificata ai play-off campioni.
- Villarreal B, Hércules e Lleida Esportiu qualificate ai play-off delle piazzate.
- Cornellà e Alcoyano qualificate alla Coppa del Re 2016-2017.
- Olímpic Xàtiva qualificata ai play-out.
- Pobla de Mafumet, Olot e Llosetense retrocesse in Tercera División 2016-2017.
- Huracan Valencia espulso dalla competizione a causa del mancato pagamento dei proprietari

### Classifica cannonieri
Aggiornata al 15 maggio 2016.
| Gol | Rigori |  | Giocatore       | Squadra           |
| --- | ------ |  | --------------- | ----------------- |
| 16  |        |  | Fran Sol        | Villarreal B      |
| 15  |        |  | Carlos Martínez | Villarreal B      |
| 13  |        |  | Carlitos        | Villarreal B      |
| 12  |        |  | Édgar Hernández | Reus              |
| 12  |        |  | Rubén Jurado    | Atlético Baleares |

## Gruppo 4

### Squadre
| Squadra           | Città                     | Stadio                         |
| ----------------- | ------------------------- | ------------------------------ |
| Almería B         | Almería                   | Juan Rojas                     |
| Algeciras         | Algeciras                 | Nuevo Mirador                  |
| Betis B           | Siviglia                  | Ciudad Deportiva Luis Del Sol  |
| Cadice            | Cadice                    | Ramón de Carranza              |
| FC Cartagena      | Cartagena                 | Cartagonova                    |
| Granada B         | Granada                   | Miguel Prieto                  |
| Real Jaén         | Jaén                      | La Victoria                    |
| Jumilla           | Jumilla                   | La Hoya                        |
| La Hoya Lorca     | Lorca                     | Francisco Artés Carrasco       |
| Linares Deportivo | Linares                   | Estadio de Linarejoso          |
| Linense           | La Línea de la Concepción | Mun. de La L. de la Concepción |
| Marbella FC       | Marbella                  | Estadio Municipal de Marbella  |
| Melilla           | Melilla                   | Municipal Álvarez Claro        |
| Mérida AD         | Merida                    | Romano                         |
| Real Murcia       | Murcia                    | Estadio Nueva Condomina        |
| Recreativo Huelva | Huelva                    | Nuevo Colombino                |
| San Roque         | Lepe                      | Estadio Municipal de Lepe      |
| Siviglia Atlético | Siviglia                  | Ciudad Deportiva               |
| UCAM Murcia       | Murcia                    | Estadio de La Condomina        |
| Villanovense      | Villanueva de la Serena   | Estadio Municipal Villanovense |

### Classifica
|  | Pos. | Squadra           | Pt | G  | V  | N  | P  | GF | GS | DR  |
|  | ---- | ----------------- | -- | -- | -- | -- | -- | -- | -- | --- |
|  | 1.   | UCAM Murcia       | 77 | 38 | 22 | 11 | 5  | 46 | 17 | +29 |
|  | 2.   | Real Murcia       | 71 | 38 | 21 | 8  | 9  | 56 | 30 | +26 |
|  | 3.   | Siviglia Atlético | 68 | 38 | 17 | 17 | 4  | 53 | 31 | +22 |
|  | 4.   | Cadice            | 63 | 38 | 17 | 12 | 9  | 53 | 31 | +22 |
|  | 5.   | Granada B         | 58 | 38 | 15 | 13 | 10 | 56 | 40 | +16 |
|  | 6.   | La Hoya Lorca     | 56 | 38 | 14 | 14 | 10 | 43 | 41 | +2  |
|  | 7.   | FC Cartagena      | 53 | 38 | 12 | 17 | 9  | 40 | 35 | +5  |
|  | 8.   | Mérida AD         | 52 | 38 | 12 | 16 | 10 | 39 | 41 | -2  |
|  | 9.   | Melilla           | 49 | 38 | 12 | 13 | 13 | 34 | 44 | –10 |
|  | 10.  | Real Jaén         | 48 | 38 | 14 | 6  | 18 | 46 | 37 | +9  |
|  | 11.  | Linense           | 48 | 38 | 13 | 9  | 16 | 47 | 51 | -4  |
|  | 12.  | Villanovense      | 47 | 38 | 13 | 8  | 17 | 49 | 56 | –7  |
|  | 13.  | Recreativo Huelva | 45 | 38 | 11 | 12 | 15 | 27 | 38 | –11 |
|  | 14.  | Marbella FC       | 45 | 38 | 9  | 18 | 11 | 46 | 47 | –1  |
|  | 15.  | Jumilla           | 43 | 38 | 11 | 10 | 17 | 36 | 57 | –21 |
|  | 16.  | Linares Deportivo | 43 | 38 | 9  | 16 | 13 | 39 | 46 | –7  |
|  | 17.  | Betis B           | 41 | 38 | 10 | 11 | 17 | 47 | 53 | –6  |
|  | 18.  | Algeciras         | 41 | 38 | 11 | 8  | 19 | 28 | 48 | –20 |
|  | 19.  | San Roque         | 39 | 38 | 6  | 21 | 11 | 42 | 55 | –13 |
|  | 20.  | Almería B         | 28 | 38 | 6  | 10 | 22 | 26 | 55 | –29 |

Legenda:

      Qualificate ai play-off promozione
      Qualificata alla Coppa del Re 2016-2017
      Qualificate ai play-out
      Retrocesse in Tercera División 2016-2017
Note:

Tre punti a vittoria, uno a pareggio, zero a sconfitta.
In caso di arrivo di due squadre a pari punti, la graduatoria verrà stilata in base all'ordine dei seguenti criteri:
- Differenza reti negli scontri diretti
- Differenza reti generale
- Reti realizzate in generale

In caso di arrivo di tre o più squadre a pari punti, la graduatoria verrà stilata in base all'ordine dei seguenti criteri:
- Punti negli scontri diretti (classifica avulsa)
- Differenza reti negli scontri diretti
- Differenza reti generale
- Reti realizzate in generale
- Classifica fair-play stilata a inizio stagione

Nel caso un criterio escluda solamente alcune delle squadre, senza quindi determinare l'ordine completo, tali squadre vengono escluse dal criterio successivo, rimanendo così senza possibilità di posizionarsi meglio.

#### Verdetti
- UCAM Murcia qualificata ai play-off campioni.
- Murcia, Siviglia Atletico e Cadice qualificate ai play-off delle piazzate.
- La Hoya Lorca e FC Cartagena qualificate alla Coppa del Re 2016-2017.
- Linares Deportivo qualificata ai play-out.
- Betis B, Algeciras, San Roque e Almeria B retrocesse in Tercera División 2016-2017.

### Classifica cannonieri
Aggiornata al 15 maggio 2016.
| Gol | Rigori |  | Giocatore         | Squadra           |
| --- | ------ |  | ----------------- | ----------------- |
| 17  |        |  | Pedro Conde       | Merida AD         |
| 16  |        |  | Carlos Fernández  | Siviglia Atletico |
| 14  |        |  | Juanfran Guarnido | Villanovense      |
| 13  |        |  | Loren Morón       | Betis B           |
| 12  |        |  | Dani Güiza        | Cadice            |

## Play-off
I play-off si dividono in due categorie: quello dei campioni (a cui prendono parte i vincitori dei rispettivi raggruppamenti) e quello dei piazzati (cui partecipano le squadre classificatesi tra la seconda e la quarta posizione in tutti e quattro i gironi). Il sorteggio decide le partite che disputeranno i campioni. Le due vincenti vengono promosse direttamente in Segunda División e si scontrano nella finale che decide chi si aggiudicherà il titolo di campione della Segunda División B. Le perdenti delle semifinali finiscono invece nei play-off delle piazzate. Questi constano di tre turni: nel primo le seconde dei raggruppamenti sfidano una quarta ciascuna, mentre le terze giocano tra di loro. Anche in questo caso gli incontri vengono decisi dal sorteggio, il quale fa da arbitro anche per il secondo e il terzo turno. Nel secondo le sei vincenti dei play-off piazzati e le due eliminate da quello campioni giocano per arrivare al terzo turno, il quale decreterà le altre due promosse.
Tutte le sfide vengono disputate in incontri di andata e ritorno. In caso di parità passa la squadra che ha segnato più gol fuori casa. Nel caso questo criterio non decreti un vincitore si giocano due tempi supplementari ed eventualmente si tirano i rigori.

### Verdetti
- UCAM Murcia promosso in Segunda División e campione della Segunda División B 2015-2016.
- Reus, Cadice e Siviglia Atletico promosse in Segunda División.

### Campioni

#### Semifinali
| Squadra 1        | Totale | Squadra 2 | Andata | Ritorno |
| ---------------- | ------ | --------- | ------ | ------- |
| UCAM Murcia      | 4 - 3  | Castilla  | 2 - 1  | 2 - 2   |
| Racing Santander | 0 - 4  | Reus      | 0 - 3  | 0 - 1   |

#### Finale
| Squadra 1 | Totale          | Squadra 2   | Andata | Ritorno |
| --------- | --------------- | ----------- | ------ | ------- |
| Reus      | 0 - 0 (3-5 dcr) | UCAM Murcia | 0 - 0  | 0 - 0   |

### Piazzate

#### Primo turno
| Squadra 1        | Totale     | Squadra 2     | Andata | Ritorno |
| ---------------- | ---------- | ------------- | ------ | ------- |
| UD Logroñés      | 1 - 1(gfc) | Villarreal B  | 0 - 0  | 1 - 1   |
| Toledo           | 2 - 1      | Murcia        | 0 - 0  | 2 - 1   |
| Lleida Esportiu  | 2 - 1      | Barakaldo     | 1 - 0  | 1 - 1   |
| Cádiz            | 2 - 1      | Racing Ferrol | 0 - 0  | 2 - 1   |
| Tudelano         | 0 - 2      | Hércules      | 0 - 1  | 0 - 1   |
| Sevilla Atlético | 3 - 2      | Socuéllamos   | 1 - 1  | 2 - 1   |

#### Secondo turno
| Squadra 1       | Totale | Squadra 2            | Andata | Ritorno |
| --------------- | ------ | -------------------- | ------ | ------- |
| Lleida Esportiu | 4 - 0  | Real Madrid Castilla | 1 - 0  | 3 - 0   |
| Cádiz           | 2 - 0  | Racing Santander     | 1 - 0  | 1 - 0   |
| UD Logroñés     | 0 - 1  | Sevilla Atlético     | 0 - 1  | 0 - 0   |
| Toledo          | 2 - 3  | Hércules             | 0 - 1  | 2 - 2   |

#### Terzo turno
| Squadra 1       | Totale         | Squadra 2        | Andata | Ritorno |
| --------------- | -------------- | ---------------- | ------ | ------- |
| Lleida Esportiu | 1 - 1(4-5 dcr) | Sevilla Atlético | 0 - 1  | 1 - 0   |
| Cádiz           | 2 - 0          | Hércules         | 1 - 0  | 1 - 0   |

## Play-out
Le tre quintultime dei raggruppamenti a 20 squadre e la quartultima del I gruppo, quello a 19 squadre (ovvero tutte le sedicesime dei quattro gruppi), dopo previo sorteggio si incontrano in due semifinali. Le perdenti retrocedono in Tercera División, mentre entrambe le vincenti si salvano poiché bisogna recuperare la squadra mancante nel primo girone.
Come nei play-off, tutte le sfide vengono disputate in incontri di andata e ritorno. In caso di parità passa la squadra che ha segnato più gol fuori casa. Nel caso questo criterio non decreti un vincitore si giocano due tempi supplementari ed eventualmente si tirano i rigori.

### Verdetti
- Cacereño e  Olímpic retrocedono in Tercera División.

#### Semifinali
| Squadra 1 | Totale | Squadra 2         | Andata | Ritorno |
| --------- | ------ | ----------------- | ------ | ------- |
| Cacereño  | 1 - 2  | Linares Deportivo | 0 - 0  | 1 - 2   |
| Olímpic   | 2 - 5  | Leioa             | 1 - 1  | 1 - 4   |